# Till männen som köpte min kropp
Till männen som köpte min kropp är en vittnesberättelse om en 14-åring som hamnar i prostitutionens träskmarker, skriven av Louise Amcoff och Tove Sahlin.
Boken är en självbiografisk berättelse av Amcoff skriven i samarbete med journalisten Sahlin, och beskriver prostitution, ångest och självskadebeteende.
Boken beskriver alla sorters män, vulgära, hotfulla, fulla, smutsiga och högfärdiga män som klagar på tjänsterna och ger henne mindre pengar än överenskommet, vilket får henne att känna att hon inte ens duger som ”hora”.  
Den beskriver den upplevelse av bekräftelse som uppstår när okända män ville betala för henne, men också hur denna upplevelse var flyktig, och där spåren av deras övergrepp lämnade verkliga skador.
Kvinnoföraktet ligger inte bara hos sexköparna utan finns också hos män i poliskåren, som också ser henne som en hora, och inte heller tycker att hon har något värde, och därmed inte utsatts för ett brott.
Amcoffs öppenhet kring sina erfarenheter startade med ett brev som hon lät publicera i en lokaltidning, och har ett rakt och starkt tilltal som även genomsyrar boken. Genom att föreläsa om sina erfarenheter har hon till sist lyckats bygga upp en annan självbild, även om vägen dit var lång, krokig och kantad av självmordsförsök, och absolut ingen tillvaro som "lycklig hora".

## Utgåva
- 2021 – Amcoff, Louise; Sahlin Tove. Till männen som köpte min kropp. Stockholm: Norstedts. Libris cqj4dn1h9k9qnr69. ISBN 9789113113371